# Marco Rivas
Marco Tulio Rivas, conocido como Marco Rivas (n. Ciudad de Esquipulas, Chiquimula, 20 de abril de 1991), es un futbolista guatemalteco. Se desempeña como mediocampista en su actual club Cobán Imperial. Jugó como titular de la Selección de fútbol Sub-20 de Guatemala en la Copa Mundial de Fútbol Sub-20 de 2011, en el juego Guatemala vs Croacia.

## Vida
Nació y se crio en la colonia Santa Marta, zona 1 de la Ciudad de Esquipulas, hijo de Marco Tulio Rivas y Patricia Pérez. Inició sus estudios de nivel inicial en la escuela de párvulos en colonia Los Pinos, de esta ciudad. Posteriormente continuó en el Colegio Privado Mixto Montessori, de la misma localidad y hasta en el año 2008, donde cursó hasta el Quinto grado de Perito Contador. Al año siguiente (2009), siguió sus estudios del ciclo diversificado en la ciudad de Guatemala, pues ya formaba parte de las fuerzas básicas del CSD Municipal. Obtuvo el título de Perito Contador en el colegio Nuevo Horizonte II.

## Trayectoria deportiva
Comenzó a jugar fútbol desde los 6 años, su primer equipo fue uno conformado solo por niños que estaba dirigido por su padre Marco Tulio Rivas el cual se llamaba Carpintería Franco. Desde muy pequeño se comenzó a notar su buena técnica con el balón y sus habilidades en este deporte. A su corta edad ya sobresalía entre los otros niños, y se le comenzaron abrir muchas puertas para conformar selecciones municipales y a nivel departamental.
A los 9 años formó parte de un proyecto llamado “proyecto futuro”, donde junto a Gonzalo Bautista viajaban a Chiquimula a entrenar y así poder ser parte del seleccionado chiquimulteco. Dos años después formó parte de una selección esquipulteca dirigida por el profesor Dagoberto de León, la cual representó al departamento de Chiquimula en los juegos nacionales de Sanarate 2002.
A la edad de 12 años ya era un jugador que sobresalía en cualquier equipo en el que estaba, formó parte de selecciones de Colegio Montessori y de equipos en el campo de la feria donde logró coronarse como goleador en muchos de los campeonatos en los que participó.
A los 15 años formó parte del AFNE en la categoría “A” de Esquipulas, después llegó a jugar al Motoshop en la categoría “A” equipo del cual salto al fútbol profesional ya que a los 16 años se hizo parte del Club Social y Deportivo Atlas donde tendría la oportunidad de debutar como jugador profesional ante un partido disputado contra Ipala donde gracias al gol que anotó el Atlas logró ganar en encuentro con un marcador de 2 a 1.
A los 17 años formó parte de la sub-17 de Esquipulas dirigida por Edgar Pacheco, la cual el 21 de julio de 2008 tuvo un encuentro amistoso con la sub-17 de Municipal cumpliendo el sueño de muchos de jugar con un equipo de este nivel pero en particular cambio la vida de Tulio Rivas ya que los entrenadores les gusto la forma de jugar y lo convocaron hacer las pruebas junto a Oscar Villeda, Luis Castañeda, Napo Guzmán y Álvaro Burgos, apoyados por la municipalidad de Esquipulas.
Con la sub-17 de Municipal se coronó campeón en la ciudad de Antigua Guatemala.
En 2009 pasó a formar parte de la sub-20 de Municipal. Donde se destaca y el entrenador Eddy Espinoza lo lleva a Proyecto Gol, pasando a formar parte de la Sub-20 de la selección Nacional, ese mismo año lo nombran joven destacado del Municipio dedicándole un campeonato de fut-sala en la “Y”.
En el 2010 participó en el torneo de copa con la selección nacional sub-20 para foguearse entre equipo locales y el entrenador Ever Hugo Almeida al ver su esfuerzo lo convoca a la selección mayor para jugar un partido amistoso ante Belice.
También participó en la despedida del Jugador Juan Carlos en “Pin” Plata, actualmente forma parte de la selección sub-20 que clasificó al mundial de Colombia que se disputó en 2011.

## Selección nacional
Debutó con la Selección de Guatemala en la categoría sub-15 y sub-20, misma que clasificó a la Copa Mundial de Fútbol Sub-20 de 2011, en la cual jugó como titular en el partido Guatemala vs Croacia, partido ganado por Guatemala, el cual permitió la clasificación a los octavos de final.
| 6 de agosto de 2011, 20:00 | Croacia | 0:1 (0:0) | Guatemala    | Estadio Centenario, Armenia                                         |                                                                     |
|                            |         | Reporte   | Ceballos 81' | Asistencia: 4209 espectadores Árbitro(s): Abdulrahman Abdou (Catar) | Asistencia: 4209 espectadores Árbitro(s): Abdulrahman Abdou (Catar) |